# Maximilian Anton von Thurn und Taxis
Maximilian Anton Lamoral von Thurn und Taxis (ur. 28 września 1831 w Ratyzbonie, zm. 26 czerwca 1867 tamże) – następca księcia Maximiliana Karla von Thurn und Taxis jako głowy domu książęcego Thurn und Taxis. Zmarł za życia ojca.

## Życie
Maksymilian Antoni był synem księcia Maximiliana Karla von Thurn und Taxis i jego pierwszej małżonki Wilhelminy von Dörnberg. Książę miał piętnaścioro rodzeństwa. Większość z jego braci umarła w stosunkowo młodym wieku, jak na przykład książę Karol Wilhelm, książę Mikołaj, książę Jerzy czy książę Otto. Podobny los spotkał księcia Maksymiliana, który zakończył żywot w wieku niespełna 36 lat. Ojciec księcia Maksymiliana zadbał o edukację syna, który pobierał nauki na różnych uniwersytetach. Studiował między innymi prawo i ekonomię. W okresie studiów książę był bardzo popularny i lubiany wśród kolegów. Uchodził za dobrego kompana, przyjaciela muzyków i pisarzy.

## Ślub
W dniu 24 sierpnia 1858 roku w Possenhofen książę Maksymilian Antoni pojął za żonę bawarską księżniczkę Helenę Karolinę Wittelsbach. Sytuacja księcia Maksymiliana nie była łatwa, był bowiem tym „drugim” w kolejce do ręki Wittelsbachówny. Helena w 1853 roku pojechała wraz z matką i siostrą do austriackiego kurortu Bad Ischl, jako przyszła narzeczona cesarza Franciszka Józefa I. Wypadki potoczyły się jednak inaczej i cesarz zakochał się w jej siostrze, Elżbiecie. Fakt ten wywołał spore zamieszanie i stał się przyczyną udręk Heleny, która była pogrążona w depresji, gdy poznał ją dwudziestosześcioletni Maksymilian. Został zaproszony do Possenhofen na polowanie, nie mając pojęcia o planach rodziców, którzy zamierzali wyswatać go z Heleną. Niezależnie od tych planów zakochał się w księżniczce i poprosił ją o rękę, o czym z radością donosił księciu Maximilianowi Karolowi książę Maksymilian Bawarski, ojciec Heleny.

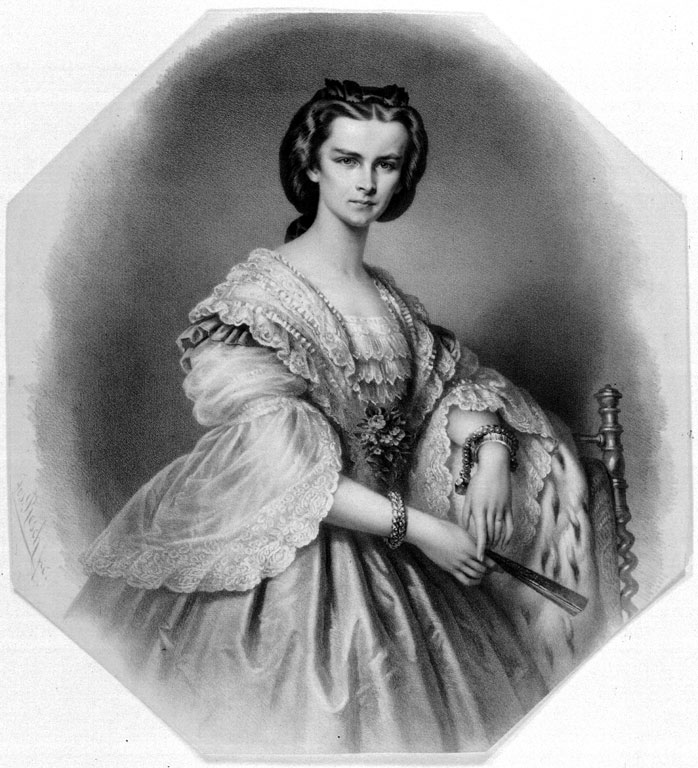
Helena Karolina Wittelsbach

## Małżeństwo
Po ślubie Maksymilian i Helena zamieszkali w Ratyzbonie. Na świat zaczęły przychodzić kolejne dzieci. W 1862 roku urodził się książę Maximilian Maria, a pięć lat później książę Albert. Pożycie pary układało się szczęśliwie, choć sytuacja księcia Maksymiliana Antoniego ponownie nie była łatwa. Helena miała zostać cesarzową, a została księżną Thurn und Taxis. To była zasadnicza różnica. Poza tym siostra Heleny, cesarzowa Elżbieta bardzo tęskniła za rodziną i rodzeństwem. Cesarz w trosce o żonę słał prośby do Possenhofen o przyjazd najbliższych, a takim prośbom nie sposób było odmówić. Maksymilian Antoni często zostawał słomianym wdowcem. Helena wyjeżdżała, choć niechętnie, albo do Wiednia albo na Korfu. Księżna Ludwika pisała: Helena ponosi ofiarę, lecz robi to na prośbę cesarza. Niewypowiedzianie żal jej było biednego cesarza. Jest on podobno taki smutny i nieszczęśliwy. Obecność Heleny miała wpływ na cesarzową zbawienny. Damy dworu lubiły kiedy Helena była u cesarzowej: Ona ma błogosławiony wpływ na cesarzową, jest przecież sama tak rozsądna i porządna, i mówi jej zawsze prawdę prosto w oczy.

## Rodzina
Pałac, w którym zamieszkiwała rodzina księcia został odnowiony i lepiej wyposażony technicznie, także dzieci bawiąc się mogły korzystać z różnych udogodnień, zarówno podczas zabawy w pałacu, jak i w ogrodzie. Szczególną uwagę rodziców zajmowało zdrowie dzieci. Jedynie Luiza zdawała się być bardziej odporna. Pozostałe dzieci często zapadały na różne dolegliwości. Zwłaszcza ukochany Maximilian Maria był podatny na rozmaite choroby. Matka stale czuwała nad jego zdrowiem. Wyjątkowo boleśnie mały książę przechodził szkarlatynę, po której pozostał trwały ślad w postaci wady serca. Wada ta przyczyniła się do jego przedwczesnej śmierci i stała się powodem choroby umysłowej matki.

## Śmierć
Małżeństwo księcia następcy trwało prawie 9 lat. Układało się harmonijnie, ale cień na pożycie małżonków kładła ciągła słabość księcia. Maksymilian Antoni nigdy nie był dobrego zdrowia. W miesiąc po narodzinach syna Alberta odbyły się konsultacje medyczne. Zaobserwowano pogłębiającą się wadę nerek. Wysłano księcia na kurację do Karlsbadu, ale okazała się ona nieskuteczna. Książę zmarł 26 czerwca 1867 roku w Ratyzbonie. Specjalny list kondolencyjny przesłał na ręce księcia Maximiliana Karola król Ludwik II. Pisał o głębokiej stracie i bólu jaki stał się udziałem całej rodziny.

## Genealogia
|  |                                                                |  |  |  |  |  |  |  |  |  |  |  |  |  |  |  |
|  | Karl Alexander von Thurn und Taxis (1770–1827) Książę          |  |  |  |  |  |  |  |  |  |  |  |  |  |  |  |
|  |                                                                |  |  |  |  |  |  |  |  |  |  |  |  |  |  |  |
|  |                                                                |  |  |  |  |  |  |  |  |  |  |  |  |  |  |  |
|  | Maximilian Karl von Thurn und Taxis (1802–1871) Książę         |  |  |  |  |  |  |  |  |  |  |  |  |  |  |  |
|  |                                                                |  |  |  |  |  |  |  |  |  |  |  |  |  |  |  |
|  |                                                                |  |  |  |  |  |  |  |  |  |  |  |  |  |  |  |
|  | Therese zu Mecklenburg (1773–1839) Księżniczka                 |  |  |  |  |  |  |  |  |  |  |  |  |  |  |  |
|  |                                                                |  |  |  |  |  |  |  |  |  |  |  |  |  |  |  |
|  |                                                                |  |  |  |  |  |  |  |  |  |  |  |  |  |  |  |
|  | Maximilian Anton von Thurn und Taxis (1831–1867) Książę        |  |  |  |  |  |  |  |  |  |  |  |  |  |  |  |
|  |                                                                |  |  |  |  |  |  |  |  |  |  |  |  |  |  |  |
|  |                                                                |  |  |  |  |  |  |  |  |  |  |  |  |  |  |  |
|  | Konrad Heinrich Ernst Friedrich von Dörnberg (1769-1828) Baron |  |  |  |  |  |  |  |  |  |  |  |  |  |  |  |
|  |                                                                |  |  |  |  |  |  |  |  |  |  |  |  |  |  |  |
|  |                                                                |  |  |  |  |  |  |  |  |  |  |  |  |  |  |  |
|  | Wilhelmine von Dörnberg (1803–1835) Księżna                    |  |  |  |  |  |  |  |  |  |  |  |  |  |  |  |
|  |                                                                |  |  |  |  |  |  |  |  |  |  |  |  |  |  |  |
|  |                                                                |  |  |  |  |  |  |  |  |  |  |  |  |  |  |  |
|  | Wilhelmine Sophie von Glauburg (1775-1835) Baronowa            |  |  |  |  |  |  |  |  |  |  |  |  |  |  |  |
|  |                                                                |  |  |  |  |  |  |  |  |  |  |  |  |  |  |  |
|  |                                                                |  |  |  |  |  |  |  |  |  |  |  |  |  |  |  |